# Benthomodiolus lignocola
Benthomodiolus lignocola är en musselart som beskrevs av Dell 1987. Benthomodiolus lignocola ingår i släktet Benthomodiolus och familjen blåmusslor. Inga underarter finns listade i Catalogue of Life.